# Sergio Mancilla Caro
Sergio Mancilla Caro (Punta Arenas, Chile, 16 de julio de 1951 - Chalatenango, El Salvador, 5 de octubre de 1981) fue un joven chileno, dirigente estudiantil, miembro del Movimiento de Acción Popular Unitaria. Preso político de la dictadura militar de Chile desde 1973 hasta 1975.

## Biografía

### Primeros años
Sergio Mancilla nació en Punta Arenas. Sus padres fueron Alfonso Mancilla Mancilla y Luz Aurora Caro Vázquez, ambos provenientes de Chiloé.

### Inicios de la actividad social
Su niñez y su juventud fueron altamente inestables por la continua movilidad de sus padres. Sergio Mancilla comenzó a desarrollar inquietudes políticas hacia la izquierda revolucionaria en medio de la efervescencia de activismo en Chile que llevó finalmente a las elecciones de 1970 donde fue elegido Salvador Allende como presidente de la república.

### Preso político de la dictadura
El 11 de septiembre de 1973, el general Augusto Pinochet encabezó un golpe militar en Chile en el que terminó muerto el presidente democráticamente electo Salvador Allende, ya sea por mano de los soldados que asaltaron el Palacio de la Moneda o por su propia mano. En ese período Sergio Mancilla Caro era estudiante de la Sede de Punta Arenas de la Universidad Técnica del Estado. Como tantos otros dirigentes estudiantiles, Mancilla Caro estaba en las listas de personas requeridas por las fuerzas armadas chilenas. Sergio Mancilla pasó por las cárceles de la dictadura en Punta Arenas, tales como el Regimiento Pudeto, el Estadio Fiscal a cargo de la Fuerza Aérea de Chile, hasta llegar al campo de concentración de Isla Dawson. Desde allí fue trasladado al campo de concentración de Tres Álamos en Santiago de Chile.

### Exilio en Panamá
Mancilla Salió expulsado de Chile el 8 de septiembre de 1975 hacia Panamá, en un grupo de casi un centenar de presos políticos. Esto se produjo luego de un acuerdo de Pinochet con el general Omar Torrijos, quien solicitó el voto de Chile en Naciones Unidas para que Panamá ingrese al Consejo de Seguridad de Naciones Unidas. La dictadura chilena dio su voto de apoyo a Panamá a cambio de recibir a este grupo de prisioneros. En 1976 conoce a Vielka Bolaños, quien pasaría a ser su esposa y madre de su único hijo. En 1978 nace el hijo de esta pareja, se llamaría Alejandro Mancilla Bolaños. Sergio y Vielka junto a muchos panameños y latinoamericanos prestaron apoyo a los compañeros que combatían en Nicaragua del lado del Frente Sandinista de Liberación Nacional. En estas tareas los encuentra el triunfo de la revolución sandinista el 19 de julio de 1979. Vielka y Sergio deciden unirse al proceso revolucionario en Nicaragua.

### Trabajo solidario en Nicaragua
Vielka se reúne con él y su hijo Alejandro en enero de 1980. Sergio, junto al contingente de internacionalistas del MAPU parten de Nicaragua el 27 de julio de 1981.

### En la guerrilla de El Salvador y muerte
Los compañeros se unieron a las fuerzas guerrilleras de las Fuerzas Populares de Liberación Nacional que pasarían a ser uno de los pilares del Frente Farabundo Martí para la Liberación Nacional en El Salvador. Este frente estaba liderado por el dirigente político salvadoreño, Salvador Cayetano Carpio. Sergio Mancilla adopta el nombre político de "Horacio" y se dedica de lleno a hacer su trabajo dentro del grupo guerrillero destacando en la instrucción política y militar de sus compañeros. Su carrera, sin embargo, duraría solamente alrededor de 3 meses, ya que cae acribillado en un encuentro con una patrulla del ejército salvadoreño aproximadamente el 5 de octubre de 1981.

## Recuperación de la historia de Sergio Mancilla Caro
En el 2014, un grupo de trabajo coordinado por uno de los compañeros políticos de Sergio Mancilla durante su juventud en Punta Arenas, Chile, se dedicó a recuperar la historia de Mancilla. El libro digital llamado "La Historia de Sergio Mancilla Caro, un Guerrillero Internacionalista Austral" fue publicado a fines de octubre de 2014.
En mayo de 2016 se inauguró en El Salvador un monolito recordatorio en homenaje a Sergio Mancilla, este se ubica en el Caserío El Jícaro, Chalatenango.